# Tom Copinger-Symes
Tom Richardson Copinger-Symes, né le 18 novembre 1969, est un lieutenant-général de l'Armée britannique.

## Biographie
Il entre ensuite â l'académie royale militaire de Sandhurst, puis s'engage dans les Royal Green Jackets.
Promu général de brigade puis major-général en 2019 en tant que directeur de la numérisation militaire à l'UK Strategic Command, depuis 2022 il est commandant adjoint du Stategic Command (UK). 
Nommé CBE en 2017, il succède au général sir Patrick Sanders en 2023 comme colonel-commandant du Régiment The Rifles. 

## Références

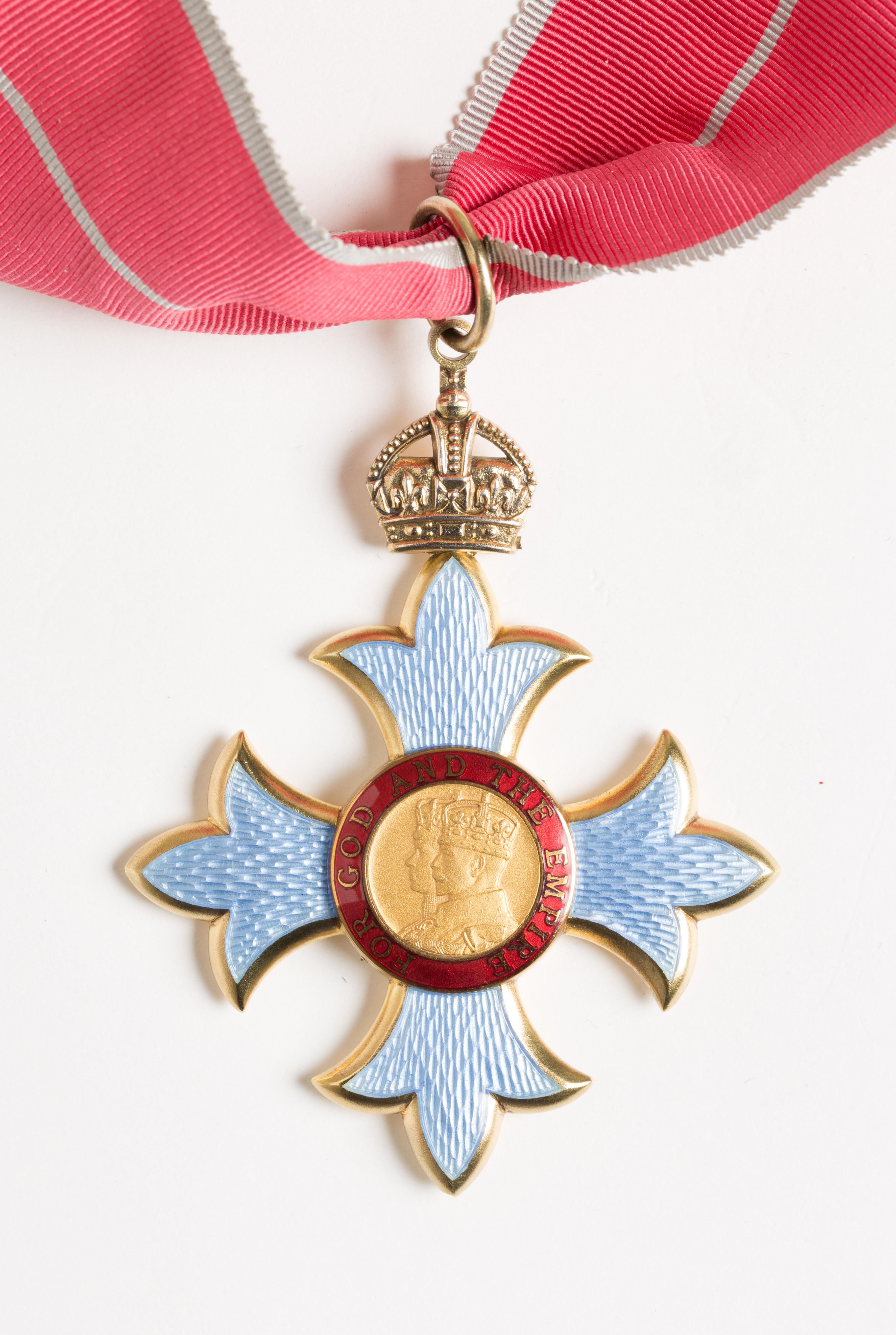
Insigne de CBE